# Allobaccha semilimpida
Allobaccha semilimpida är en tvåvingeart som först beskrevs av Carl Ludwig Doleschall 1858.  Allobaccha semilimpida ingår i släktet Allobaccha och familjen blomflugor. Inga underarter finns listade i Catalogue of Life.